# Olmeda del Rey
Olmeda del Rey és un municipi de la província de Cuenca a la comunitat autònoma de Castella-La Manxa.

## Demografia
| 1991 |  | 1996 |  | 2001 |  | 2004 |  | 2007 |  | 2009 |
| ---- |  | ---- |  | ---- |  | ---- |  | ---- |  | ---- |
| 282  |  | 254  |  | 225  |  | 218  |  | 197  |  | 180  |